# Діді Гантіаді
Діді Гантіаді (груз. დიდი განთიადი) — село в Грузії.
За даними перепису населення 2014 року в селі проживає 244 особи.